# Camille Doncieux

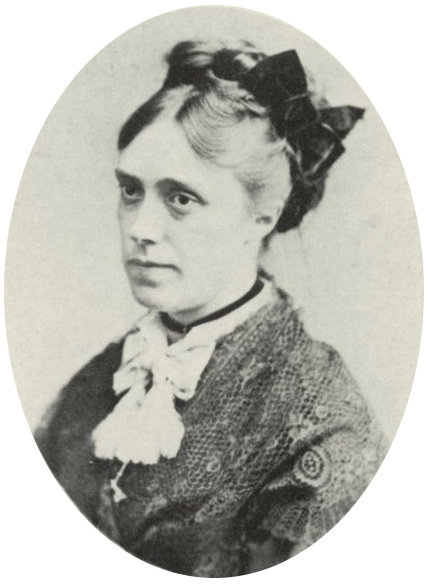
Camille Monet, einzige bekannte Fotografie aufgenommen von Albert Greiner, Amsterdam 1871

Camille-Léonie Doncieux, auch Camille Monet (geboren am 15. Januar 1847 in La Guillotière (heute Lyon); gestorben am 5. September 1879 in Vétheuil), war ein französisches Modell. Sie wurde zunächst die Geliebte und 1870 die erste Ehefrau des Malers Claude Monet. Er porträtierte sie in mindestens 58 Gemälden; keine Person erscheint häufiger in seinen Bildern. Darüber hinaus zeigten Pierre-Auguste Renoir und Édouard Manet sie in ihren Gemälden.

## Leben

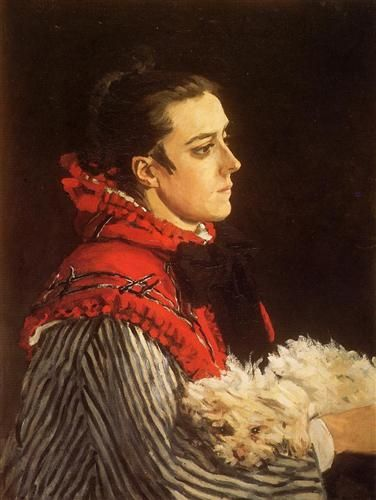
Claude Monet: Camille mit ihrem Hündchen

Über das Leben von Camille Doncieux ist insgesamt wenig bekannt. Neben den offiziellen Dokumenten gibt es kaum schriftliche Zeugnisse von ihr und über sie. Ihr Briefwechsel mit Claude Monet ist ebenso wenig erhalten wie Briefe an Camille Doncieux von Familienangehörigen oder Freunden. Diese Unterlagen und Familienfotos mit Camille Doncieux wurden von Claude Monet vernichtet, möglicherweise auf Veranlassung von Alice Hoschedé, Monets zweiter Ehefrau. Hiervon geht Daniel Wildenstein aus, Monets Biograf und der Verfasser seines Werkverzeichnisses. Er hatte für diese Annahme jedoch keine stützenden Dokumente. Erhalten haben sich hingegen Briefe von Claude Monet an seine Freunde, in denen er von Camille Doncieux schreibt, und eine Fotografie von ihr, die 1871 bei Albert Greiner in Amsterdam entstand. Darüber hinaus zeugen bis heute zahlreiche Gemälde Monets von seiner ersten Frau, von denen er einige bis an sein Lebensende behielt.
Camille-Léonie Doncieux kam 1847 in La Guillotière, einem Vorort und seit 1852 Stadtteil von Lyon, zur Welt. Ihr Vater war Charles-Claude Doncieux, die Mutter Léonie Françoise, geborene Manéchalle. Der Beruf des Vaters wird mal als Kaufmann, mal als Angestellter angegeben. Die Familie zog während ihrer Kindheit nach Paris in die Rue Neuve-des-Poirées (heute Rue Toullier) im 5. Arrondissement. Dort wurde 1857 ihre Schwester Geneviève-Françoise geboren. Nach 1860 zog die Familie um in die Rue Truffaut im Quartier des Batignolles des 17. Arrondissements.
Etwa im Alter von 18 Jahren begann Camille Doncieux als Modell für verschiedene Maler zu arbeiten. Wann und wie sie Monet kennenlernte, ist nicht bekannt. Sein damaliges Atelier am Place Pigalle befand sich nicht weit entfernt von ihrer elterlichen Wohnung. Die erste Begegnung der beiden muss vor Februar/März 1865 erfolgt sein, da Monet zu dieser Zeit mit den Arbeiten zu seinem Gemälde Das Frühstück im Grünen begann, für das sie Modell stand. Im mittleren Fragment der Version des Pariser Musée d’Orsay ist sie die zentrale Figur, in der vorbereitenden Fassung Die Spaziergänger (National Gallery of Art, Washington D.C.) ist sie an der Seite von Monets Malerfreund Frédéric Bazille zu sehen. Statt des nicht vollendeten Gruppenbildes schickte Monet 1866 das Porträt Camille im grünen Kleid (Kunsthalle Bremen) zur Ausstellung des Salon de Paris, wo es gute Kritiken erhielt. Nach diesem Erfolg stand Camille Doncieux in Ville-d’Avray erneut für Monet Modell, der sie im Mehrfigurenbild Frauen im Garten (Musée d’Orsay) vermutlich für alle vier dargestellten Frauen als Vorbild nahm. Der Kunsthistoriker John Rewald schrieb über Claude Monets Begegnung mit Camille Doncieux, sie sei 1866 ein Mädchen gewesen, das „er vor kurzem kennengelernt hatte und bald sein Elend, seine Hoffnungen und Enttäuschungen teilen sollte“. Mit dieser Anmerkung umschrieb Rewald die schwierigen Lebensumstände Monets, der in den Folgejahren um seine Anerkennung als Maler kämpfte und dessen wirtschaftlichen Verhältnisse äußerst schwierig waren.
Im Sommer 1866 reisten Camille Doncieux und Claude Monet in die Normandie; spätestens seit dieser Zeit kann von einer Beziehung zwischen ihnen ausgegangen werden. Während beide in Saint-Siméon wohnten, besuchte Monet allein seine Familie in Sainte-Adresse. Nach dem Tod seiner 1857 verstorbenen Mutter erhielt er von seiner Tante Marie-Jeanne Lecadre finanzielle Unterstützung. Er fürchtete, die Tante könnte bei Bekanntwerden der Beziehung zu Camille Doncieux diese Unterstützung einstellen. Seinen Freunden trat er offener gegenüber und traf sich an der Seite von Camille Doncieux im Seebad Deauville mit den Malerkollegen Gustave Courbet und Eugène Boudin.
Neben den Geldzahlungen von der Tante erhielt Monet gelegentlich finanzielle Hilfe durch seine Freunde, da er durch Bildverkäufe kaum Einnahmen erzielte. In den 1860er Jahren war es vor allem Frédéric Bazille, der Monet unterstützte. Diese Zuwendungen wurden immer notwendiger, da Camille Doncieux inzwischen ein Kind erwartete. Monet teilte im April 1867 seinem Vater Claude-Adolphe Monet die bevorstehende Geburt mit, der darauf ablehnend reagierte. Am 8. August 1867 brachte Camille Doncieux in Paris den Sohn Jean-Armand-Claude – genannt Jean – zur Welt. Pate wurde Monets Freund Frédéric Bazille. Monet war zu dieser Zeit meist bei seinem Vater und der Tante in Le Havre. Er muss jedoch zu kurzen Besuchen in Paris gewesen sein, wo er den Neugeborenen in Jean Monet in seiner Wiege (National Gallery of Art, Washington D.C.) und Jean Monet schlafend (Ny Carlsberg Glyptotek, Kopenhagen) porträtierte.
Auch nach der Geburt des Kindes weigerte sich Monets Vater, die junge Familie zu unterstützen. Stattdessen gab er Claude Monet den Rat, er sollte sich von Camille Doncieux trennen. Im Winter 1866/1867 kam Monet zurück nach Paris, wo es der Familie am Nötigsten fehlte. So gab es kein Geld, um Kohlen zu kaufen, und auch Nahrung für die junge Mutter mit dem Kind war nur unzureichend vorhanden. Der finanzielle Druck zwang die Familie, häufig umzuziehen. Auf dem Land waren die Mieten günstiger, dennoch mussten sie die Wohnorte meist wegen Mietschulden verlassen. 1868 zogen Camille Doncieux mit Sohn Jean und Monet zunächst nach Bennecourt, im August nahmen sie ein Zimmer in Fécamp, gingen Ende Oktober 1868 nach Étretat und blieben dort bis zum Frühjahr 1869. Danach zogen sie nach Saint-Michel bei Bougival. Monets Tante verweigerte weiterhin Geldzahlungen. Sie bot Monet an, kostenfrei bei ihr zu wohnen, wenn er die Beziehung zu Camille Doncieux beenden würde.

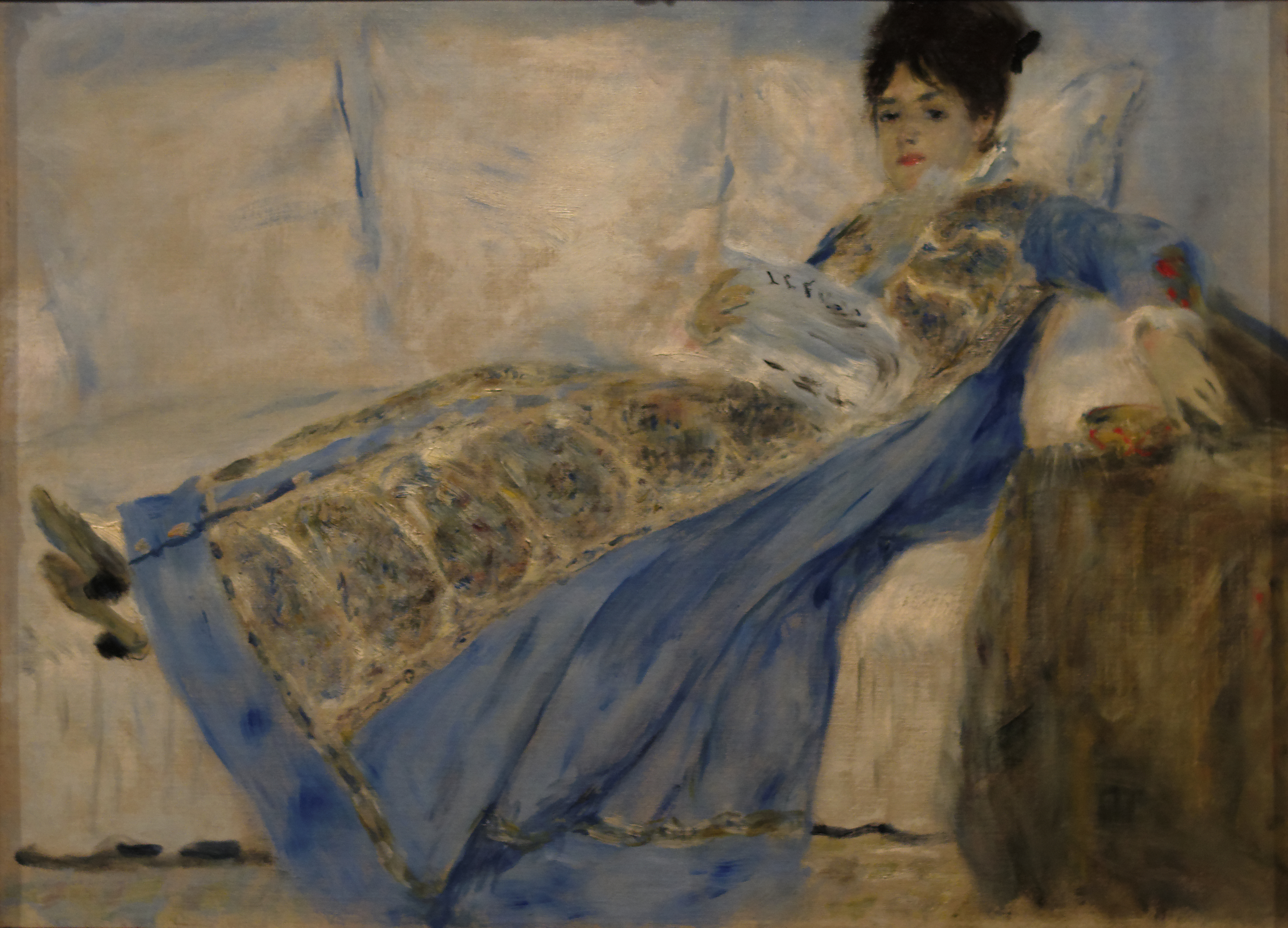
Pierre Auguste Renoir: Madame Monet ausgestreckt auf einem Sofa

Gegen den Rat seiner Familie heirateten Claude Monet und Camille Doncieux am 28. Juni 1870. Einer der Trauzeugen war der Maler Gustave Courbet. Das Paar schloss einen Ehevertrag ab, in dem Gütertrennung vereinbart wurde. Sie erhielt von ihren Eltern eine Schenkung in Höhe von 12.000 Franc, die nach dem Tod des Vaters fällig werden sollte. Vorab standen ihr die jährlichen Zinsen aus dieser Summe zu. Wenig später, am 7. Juli, starb Monets Tante Lecadre. Den Sommer 1870 verbrachten Claude und Camille Monet mit dem Sohn Jean in Trouville an der Küste der Normandie. Dort entstanden verschiedene Strandansichten, für die teilweise Camille Modell stand. Nachdem Frankreich am 19. Juli Preußen den Krieg erklärt hatte, begab sich Claude Monet im Herbst 1870 nach London. Wenig später folgten Camille Monet und ihr Sohn Jean. In London malte Monet seine Frau im Interieurbild Meditation, Madame Monet auf dem Kanapee (Musée d’Orsay). Noch während des Londonaufenthaltes starb am 17. Januar 1871 Monets Vater. Claude Monet blieb mit seiner Familie wegen der unsicheren politischen Situation während der Pariser Kommune bis Ende Mai 1871 in England. Danach reisten sie in die Niederlande, wo sie sich in einem Hotel in Zaandam einquartierten. Camille Monet trug dort mit Französischunterricht zum Familieneinkommen bei. Wegen der weiterhin unruhigen politischen Lage in Frankreich kehrten die Monets erst im November 1871 nach Paris zurück.

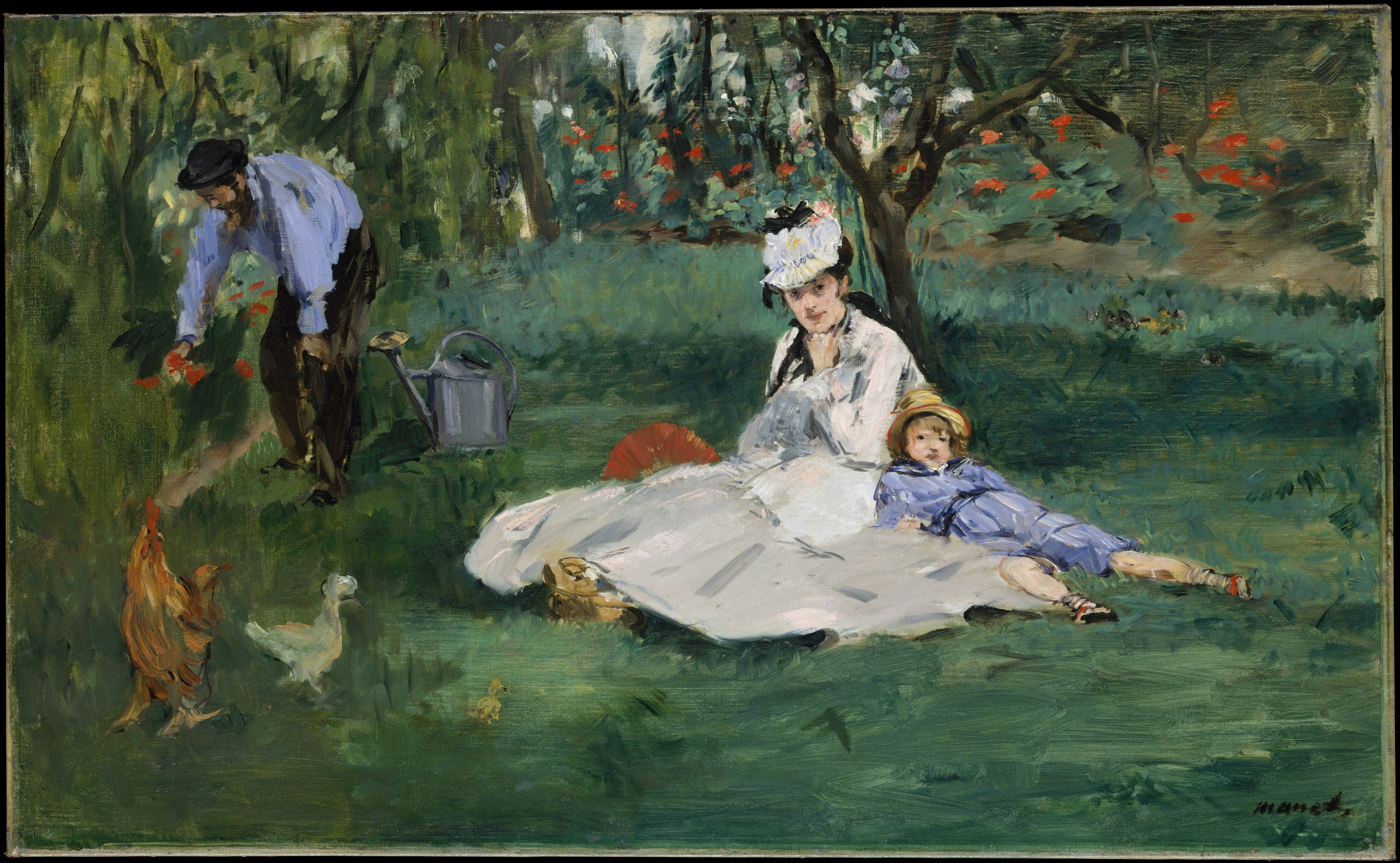
Édouard Manet: Familie Monet im Garten

Im Dezember 1871 mietete Monet ein Haus in Argenteuil, in dem die Familie bis Ende 1874 wohnte. Nachdem Claude Monet 1872 sein väterliches Erbe erhalten hatte und einige Gemälde an den Kunsthändler Paul Durand-Ruel verkaufen konnte, gab es für die Familie Monet vorübergehend eine finanzielle Entspannung. Entsprechend leisteten sie sich ein Hausmädchen und eine Kinderfrau. In Argenteuil erhielten die Monets im Sommer 1873 Besuch von dem Maler Pierre-Auguste Renoir, der vor Ort neben anderen Bildern auch vier Porträts von Camille Monet schuf. Nachdem Camilles Vater am 22. September 1873 starb, erhielt sie einen Teil der Erbschaft ausgezahlt. Im Sommer 1874 kam der Maler Édouard Manet zu Besuch und porträtierte Camille und Claude Monet auf dessen Atelierboot. Darüber hinaus malte er, genauso wie der ebenfalls anwesende Renoir, Porträts der Familie Monet im Garten von Argenteuil. Obwohl Claude Monet Gemälde verkauft hatte, beispielsweise an den Stoffgroßhändler Ernest Hoschedé und den Opernsänger Jean-Baptiste Faure, gab es wieder finanzielle Probleme, und er bat Manet um Geld. Trotz dieser finanziellen Sorgen zog die Familie im Herbst in Argenteuil in ein größeres Haus. Im Folgejahr musste Camille 2.000 Franc aus ihrem Erbe an den Farbenhändler Carpentier verpfänden, um Rechnungen ihres Mannes zu bezahlen.
Bei einer Verkaufsausstellung im Hôtel Drouot konnte Monet 1876 das im Jahr zuvor entstandene Bildnis Camille im japanischen Kostüm (Museum of Fine Arts, Boston) für 2.020. Franc verkaufen. In diesem exotisch anmutenden Gemälde trägt die Dargestellte nicht nur einen japanischen Kimono, sondern zudem eine blonde Perücke. Trotz diesem positiven Erlös war die finanzielle Lage der Monets erneut sehr angespannt. Abermals halfen Freunde aus, so der Maler Gustave Caillebotte und Manets Bruder Eugène. Im Juli 1876 besuchte Claude Monet Schloss Rottembourg in Montgeron, wo er für die Familie Hoschedé verschiedenen Bilder malen sollte. Er blieb mit Unterbrechungen bis Dezember des Jahres. Während Camille Monet in Argenteuil lebte und Ernest Hoschedé meist in Paris war, entwickelte sich möglicherweise eine Liebesbeziehung zwischen Claude Monet und Alice Hoschedé, der Frau des Unternehmers. Hierfür gibt es jedoch keinen Beleg.
Seit Sommer 1877 war Camille Monet erneut schwanger. Weiterhin gab es Geldprobleme, die Claude Monet versuchte mit Bittschreiben an den Schriftsteller Emile Zola und den Arzt Georges de Bellio zu mildern. Gegenüber dem Arzt de Bellio sprach Claude Monet erstmals von einer Krankheit seiner Frau. Anfang 1878 zog die Familie Monet nach Paris in die Rue d’Edimbourg Nr. 26. Dort kam am 17. März der Sohn Michel Monet zur Welt.
Im September 1878 zog Claude Monet nach Vétheuil; seine Frau mit den beiden Söhnen folgte kurz darauf. Im Oktober des Jahres zogen die Monets zusammen mit der Familie Hoschedé in ein größeres Haus an der Straße nach La Roche-Guyon. Ernest Hoschedé war zuvor zahlungsunfähig geworden und musste die Wohnungen in Paris und Montgeron aufgeben. Zur Familie Hoschedé gehörten sechs Kinder, sodass mit der Familie Monet insgesamt zwölf Personen im Haushalt lebten. Während sich Ernest Hoschedé meist in Paris aufhielt, gab Alice Hoschedé Klavierstunden und übernahm den Haushalt und die Erziehung der Kinder der Familien Monet-Hoschedé. Der Gesundheitszustand der an Unterleibskrebs leidenden Camille Monet verschlechterte sich 1879 zunehmend. Ihre Pflege übernahm Alice Hoschedé, die in einem Brief schrieb: „Es ist entsetzlich, solche Qualen mit ansehen zu müssen, und insofern kann man den Tod nur herbeiwünschen.“ Auf Wunsch der gläubigen Katholikin Alice Hoschedé segnete ein Pfarrer Claude und Camille Monet am 31. August 1879, da diese bisher nur standesamtlich getraut waren. Zugleich erhielt sie die Sterbesakramente. Am 5. September 1879 starb sie im Alter von 32 Jahren in Vethéuil und wurde zwei Tage später auf dem örtlichen Friedhof bestattet. Von seiner verstorbenen Frau malte Monet das Erinnerungsbild Camille Monet auf dem Totenbett (Musée d’Orsay, Paris). Erst mehrere Jahre nach dem Tod von Ernest Hoschedé 1892 heirateten Claude Monet und Alice Hoschedé.

## Camille Doncieux in den Gemälden Monets
Camille Doncieux stand für Claude Monet von 1865 bis 1879 als Modell zur Verfügung. Sie ist in mindestens 58 erhaltenen Gemälden zu sehen; keine Person wurde von Monet häufiger gemalt. Es entstanden Porträts, Gruppenbildnisse, Genreszenen, Interieurs und in den 1870er Jahren vor allem Landschaftsbilder, in denen sie meist als Staffagefigur auftaucht. Hierzu gehört beispielsweise das Gemälde Gladiolen von 1876 (Detroit Institute of Arts). Porträts von ihr im engeren Sinn malte Monet nur wenige. Hierzu gehören das Gemälde Camille mit ihrem Hündchen von 1866 (Privatbesitz) und das Bildnis von Camille mit dem Veilchenstrauß von 1877 (Privatbesitz), in dem er sie zum letzten Mal als Lebende zeigt. Den Schlusspunkt setzt das ungewöhnliche Gemälde Camille Monet auf dem Totenbett von 1879 (Musée d’Orsay, Pars). Andere Werke sind nur vordergründig ein Porträt von Camille Doncieux. So stellt Monet in Camille im grünen Kleid von 1866 (Kunsthalle Bremen) zugleich den Typus der Pariserin der 1860er Jahre vor, im Bild Camille Monet mit Kind im Garten von 1875 (Museum of Fine Arts, Boston) ist sie hingegen in der Mutterrolle zu sehen. Beim Gemälde Madame Monet mit roter Kapuze von 1868–1869 (Cleveland Museum of Art) setzte er „Camille in einer Reihe von Bildexperimenten ein, die mit der Wiedergabe von Bewegung, Raum und Lichtverhältnissen ebenso zu tun haben wie mit der Darstellung der Frau selbst.“
| Bild | Titel                                                  | Entstehungsjahr | Werkverzeichnis-Nr. | Sammlung                                                               |
| ---- | ------------------------------------------------------ | --------------- | ------------------- | ---------------------------------------------------------------------- |
|      | Die Spaziergänger (Bazille und Camille)                | 1865            | W 61                | National Gallery of Art, Washington, D.C.                              |
|      | Das Frühstück im Grünen                                | 1865            | W 62                | Puschkin Museum, Moskau                                                |
|      | Das Frühstück im Grünen (Fragment I)                   | 1865            | W 63/1              | Musée d’Orsay, Paris                                                   |
|      | Das Frühstück im Grünen (Fragment II)                  | 1865            | W 63/2              | Musée d’Orsay, Paris                                                   |
|      | Camille mit ihrem Hündchen                             | 1866            | W 64                | Privatbesitz                                                           |
|      | Camille oder Camille im grünen Kleid                   | 1866            | W 65                | Kunsthalle Bremen, Bremen                                              |
|      | Camille oder Camille im grünen Kleid                   | 1866            | W 66                | Muzeul Național de Artă al României, Bukarest                          |
|      | Frauen im Garten                                       | 1866            | W 67                | Musée d’Orsay, Paris                                                   |
|      | Am Ufer bei Bennecourt                                 | 1868            | W 110               | Art Institute of Chicago, Chicago                                      |
|      | Das Abendessen                                         | 1868–1869       | W 129               | Stiftung Sammlung E. G. Bührle, Zürich                                 |
|      | Das Zimmer nach dem Abendessen                         | 1868–1869       | W 130               | National Gallery of Art, Washington, D.C.                              |
|      | Das Frühstück                                          | 1868–1869       | W 132               | Städel Museum, Frankfurt am Main                                       |
|      | Der Landsteg                                           | 1869            | W 138               | Privatbesitz                                                           |
|      | Der Strand in Trouville                                | 1870            | W 158               | National Gallery, London                                               |
|      | Camille am Strand von Trouville sitzend                | 1870            | W 159               | Privatbesitz                                                           |
|      | Camille am Strand von Trouville                        | 1870            | W 160               | Yale University Art Gallery, New Haven (Connecticut)                   |
|      | Camille am Strand                                      | 1870            | W 161               | Musée Marmottan Monet, Paris                                           |
|      | Am Strand von Trouville                                | 1870            | W 162               | Musée Marmottan Monet, Paris                                           |
|      | Meditation, Madame Monet auf dem Kanapee               | 1871            | W 163               | Musée d’Orsay, Paris                                                   |
|      | Der Garten                                             | 1872            | W 202               | Privatbesitz                                                           |
|      | Fliederbüsche bei trübem Wetter                        | 1872            | W 203               | Musée d’Orsay, Paris                                                   |
|      | Fliederbüsche im Sonnenschein                          | 1872            | W 204               | Puschkin-Museum, Moskau                                                |
|      | Die Lesende                                            | 1872            | W 205               | Walters Art Museum, Baltimore                                          |
|      | Madame Monet mit roter Kapuze                          | 1868–1869       | W 257               | Cleveland Museum of Art, Cleveland                                     |
|      | Madame Monet in einem Garten                           | 1872            | W nicht vorhanden   | Privatbesitz                                                           |
|      | Mohnfeld bei Argenteuil                                | 1873            | W 274               | Musée d’Orsay, Paris                                                   |
|      | Spaziergang in den Wiesen bei Argenteuil               | 1873            | W 276               | Privatbesitz                                                           |
|      | Camille mit Jean und Kindermädchen im Garten           | 1873            | W 280               | Privatbesitz                                                           |
|      | Auf der Bank                                           | 1873            | W 281               | Metropolitan Museum of Art, New York                                   |
|      | Camille und Jean Monet im Garten von Argenteuil        | 1873            | W 282               | Privatbesitz                                                           |
|      | Das Haus des Künstlers in Argenteuil                   | 1873            | W 284               | Art Institute of Chicago, Chicago                                      |
|      | Das Mittagessen                                        | 1873            | W 285               | Musée d’Orsay, Paris                                                   |
|      | Camille Monet am Fenster                               | 1873            | W 287               | Virginia Museum of Fine Arts, Richmond (Virginia)                      |
|      | Blick auf die Brücke von Argenteuil                    | 1874            | W 321               | Saint Louis Art Museum, Saint Louis                                    |
|      | Wiese in Bezons (Sommer)                               | 1874            | W 341               | Nationalgalerie, Berlin                                                |
|      | Im Hause des Künstlers                                 | 1875            | W 365               | Musée d’Orsay, Paris                                                   |
|      | Camille beim Sticken                                   | 1875            | W 366               | Barnes Foundation, Philadelphia                                        |
|      | Sommer, Mohnfeld                                       | 1875            | W 377               | Privatbesitz                                                           |
|      | Der Spaziergang, Argenteuil                            | 1875            | W 379               | Privatbesitz                                                           |
|      | Spaziergang bei Argenteuil                             | 1875            | W 379a              | Musée Marmottan Monet, Paris                                           |
|      | Der Spaziergang, Frau mit Sonnenschirm                 | 1875            | W 381               | National Gallery of Art, Washington, D.C.                              |
|      | Camille Monet mit Kind im Garten                       | 1875            | W 382               | Museum of Fine Arts, Boston                                            |
|      | Junges Mädchen in einem Dahlienbeet                    | 1875            | W 383               | Nationalgalerie, Prag                                                  |
|      | Im Garten                                              | 1875            | W 384               | Privatbesitz                                                           |
|      | Die Dame mit dem Sonnenschirm im Garten von Argenteuil | 1875            | W 385               | Privatbesitz                                                           |
|      | Die Familie des Künstlers im Garten                    | 1875            | W 386               | Privatbesitz                                                           |
|      | Camille im japanischen Kostüm                          | 1875            | W 387               | Museum of Fine Arts, Boston                                            |
|      | Auf der Wiese                                          | 1876            | W 405               | Privatbesitz                                                           |
|      | Frau im Garten                                         | 1876            | W 407               | Eremitage, Sankt Petersburg                                            |
|      | Ruhepause im Garten von Argenteuil                     | 1876            | W 408               | Privatbesitz                                                           |
|      | Camille im Garten des Hauses in Argenteuil             | 1876            | W 410               | Metropolitan Museum of Art, New York                                   |
|      | Der Garten                                             | 1876            | W 411               | Kunsthalle Bremen (Kriegsverlust), derzeit Eremitage, Sankt Petersburg |
|      | Garten mit Stockrosen                                  | 1876            | W 412               | Privatbesitz                                                           |
|      | Camille mit dem grünen Sonnenschirm                    | 1876            | W 413               | Privatbesitz                                                           |
|      | Gladiolen                                              | 1876            | W 414               | Detroit Institute of Arts, Detroit                                     |
|      | Im Garten, Gladiolen                                   | 1876            | W 415               | San Francisco Museum of Modern Art, San Francisco                      |
|      | Bildnis von Camille mit dem Veilchenstrauß             | 1876            | W 436               | Privatbesitz                                                           |
|      | Camille Monet auf dem Totenbett                        | 1879            | W 543               | Musée d’Orsay, Paris                                                   |